# Jan Štěrba
Jan Štěrba (Praga, 1 de junho de 1981) é um canoísta checo especialista em provas de velocidade.

## Carreira
Foi vencedor da medalha de bronze em K-4 1000 m em Londres 2012, junto com os seus colegas de equipa Lukáš Trefil, Josef Dostál e Daniel Havel.
Na Rio 2016 junto com os seus colegas de equipa Lukáš Trefil, Josef Dostál e Daniel Havel, repetiu o bronze olímpico.